# Interne Medien in der Volksrepublik China
Das System Interne Medien in der Volksrepublik China, in welchem bestimmte Zeitschriften exklusiv für Regierungs- und Parteibeamte publiziert werden, liefern Informationen und Analysen, die für die Öffentlichkeit nicht zugänglich sind.
Wie He Qingliang im Kapitel 4 des Buches „The Fog of Censorship - Media Control in China“ dokumentiert, gibt es drei verschiedene Kategorien „geheimer und interner Dokumente“ (内部 文件; pinyin: nèibù wénjiàn), jede Kategorie mit unterschiedlichen politischen und sozialen Funktionen. 1. Amtliche Dokumente, 2. Anweisungen über aktuelle Entwicklungen, 3. Referenz Material. Die erste und zweite Kategorie geheimer Dokumente werden in der Regierungsarbeit verwendet, während die dritte Kategorie, „interne Referenzmaterialien“, in der Tat, Nachrichten oder rigoros gefilterte Nachrichten über die chinesische Gesellschaft sind, die nur Partei- und Regierungsbeamte mit bestimmtem Rang zu lesen bekommen. Dieses System beraubt die Öffentlichkeit ihres grundlegendsten Rechtes auf Information.

## Arten intern zirkulierter Dokumente
Chinas geheime und interne Dokumente können in drei Kategorien unterteilt werden, jede mit unterschiedlichen politischen und sozialen Funktionen:
- Amtliche Dokumente (正式文件; zhèngshì wénjiàn) - dazu gehören verbindliche Richtlinien, Verordnungen und Mitteilungen von Partei, Regierung oder militärischer Organisation, die an untere Ebenen gesendet werden. Dokumente aus dem Zentral Komitee der KP Chinas sind die maßgebendsten.
- Anweisungen über aktuelle Entwicklungen - von der Parteiführung, Regierung oder von Militärabteilungen, einschließlich Reporte an höhere Ebenen und Instruktionen an untere Ebenen. In den chinesischen Medien ist der bekannteste Report, das monatlich erscheinende Zirkular (yueping) der Propagandaabteilung der Kommunistischen Partei, in dem Sanktionen gegen Medien aufgelistet werden, die gegen die Regeln verstoßen haben. Diese wiederkehrende Maßnahme der Propagandaabteilung ermahnt die Medienorganisationen zur Einhaltung der Regeln und veranlasst sie zur Ausübung von „Selbstzensur“.
- Referenz-Material - wird durch die relativ großen und hochrangigen Nachrichten-Organisationen (wie Partei- oder Regierungszeitungen) herausgegeben. Übereinstimmend mit der Propaganda Disziplin verschleiern interne Referenzmaterialien Angelegenheiten, die für das Image der Partei oder der Regierung oder für die soziale Stabilität und Einheit schädlich sind, oder die zur Veröffentlichung ungeeignet sind, wie Bestechung und Korruption, soziale Unruhen und die größten Fälle von Geschäftsbetrug. Sie beinhalten oft investigative Berichte von Journalisten mit einem Gefühl für Verantwortung, die zahlreiche Schwierigkeiten überwunden haben, um Interviews zu führen. Internes Referenz-Material hat nur eine Auflage von einigen Dutzend Kopien, sie werden für die Beratung von Vorsitzenden und deren betroffene Abteilungen verteilt. Die autoritärsten sind die drei Arten interner Referenzen, die von der Nachrichtenagentur Xinhua News Agency bearbeitet werden.[2][3]

Das Gesetz zum Schutz von Staatsgeheimnissen der VR-China (保守 国家 秘密 法; bǎoshǒu guójiā mìmì fǎ) Artikel 9 legt drei Kategorien von Staatsgeheimnissen fest: streng geheim (绝密; juémì), geheim (机密; jīmì) und vertraulich (秘密; mìmì). Eine vierte Kategorie legt fest, dass Interne Referenzmaterialien von chinesischen Bürgern gelesen werden können, aber nicht von Ausländern. Die Geheimhaltungsstufen und Geltungsbereiche für die Regierungsstellen jeder Ebene sind in Artikel 2 geregelt. Diese drei Arten interner Dokumente werden herausgegeben von: jeder chinesischen Verwaltungsregion und Parteiorganisation, wie Ausschüsse und Disziplinarkomitees; Regierungsorganisationen, wie Volkskongresse; Regierungen und Beratungskongresse und militärische Organisationen wie Militärbezirke und ihre Provinzmilitärbezirke und von den hunderten Agenturen, die ihnen untergeordnet sind.
Gemäß Amnesty International ist die juristische Definition von Staatsgeheimnissen vage formuliert und bietet damit den chinesischen Behörden einen breiten Ermessensspielraum, Personen zu inhaftieren, die ihr Recht auf freie Meinungsäußerung friedlich wahrnehmen.
Die Höhe der Klassifizierung ist verbunden mit den Verwaltungsebenen der Partei und der Regierung in China. Je höher die Verwaltungsebene der ausstellenden Behörde ist, desto geheimnisvoller das Dokument. In lokalen Regierungen sind die ausstellenden Stufen Provinz (省; shěng), Region (oder Stadt, die direkt einer Provinz untergeordnet ist) (地区; dìqū oder bzw. 省 直辖市; shěngzhíxiáshì) und Landkreis (县; xiàn). Rangstufen innerhalb der Regierungsorgane sind Ministerium (部; bù), Amt (局; jú) und Büro (处; chù). Rangstufen im Militär sind Truppen (军; jūn), Division (师; shī) und Regiment (团; tuán). Die autoritärsten Dokumente werden vom Zentralkomitee entworfen, um Anweisungen von Führern der kommunistischen Partei zu vermitteln. Dokumente mit „Kommunistische Partei Chinas Zentralkomitee Dokument“ (中共中央 文件; zhōnggòng zhōngyāng wénjiàn), das oben in roten Buchstaben geschrieben ist, sind die autoritärsten.

## Interne Nachrichtenveröffentlichungen für ranghohe Parteimitglieder und Regierungsbeamte
Es gibt in dieser Kategorie vier Arten der Veröffentlichungen. Die ersten drei Arten sind interne Nachrichten, die im chinesischen Nachrichtenkontrollsystem bearbeitet und durch den zweiten Redaktionssitz der einheimischen Nachrichtenabteilung der Xinhua-Nachrichtenagentur und durch das Büro des Chefredakteurs der Volkszeitung People's Daily verteilt werden. Die vierte Art der Veröffentlichung ist für politische Vorschläge und Berichte an Beamte mit relativ niedrigem Rang gewidmet:
1. Inländische Entwicklungen (国内动态; guónèi dòngtài) wird einmal oder zweimal täglich von der Nachrichtenagentur Xinhua bearbeitet, um über wichtige Ereignisse im Inland zu berichten sowie über wichtige Vorschläge auf hoher Ebene der KPCh. Im Allgemeinen wird es Große Referenz genannt (大 参考; dà cānkǎo), ist 2 bis 6 Seiten lang und wird an die Leiter des Zentralkomitees, Beamte mit Ministerrang, und an Provinzgouverneure und Parteisekretäre verteilt. Dieses streng geheime Dokument muss nach dem Lesen zurückgegeben werden; diejenigen, die es verlieren übernehmen politische Verantwortung. Obwohl es unwahrscheinlich und von den Behörden verboten ist, könnten einige der Inhalte durch Mundpropaganda ins Ausland durchsickern. Inländische Entwicklungen ist ein Bekanntmachungsblatt für die Führer, in dem detaillierte Analysen von Angelegenheiten stehen, wie bestimmte soziale Störungen, die nicht in den Massenmedien berichtet werden, oder zumindest nicht auf einer Ebene, so wie es in Inländischen Entwicklungen detailliert berichtet wird.
2. Interne Referenz (内部参考; nèibù cānkǎo) wird zweimal wöchentlich von der Nachrichtenagentur Xinhua bearbeitet. Es hat 40 bis 60 Seiten, die über die wichtigen inländischen Entwicklungen und Bekanntmachungen berichten. Dieses geheime Dokument wird bis hinunter zu regionalen und Abteilungsebenen verbreitet und ist der einzige offizielle Kanal, um inländische geheime Informationen an mittlere und hochrangige Parteimitglieder zu liefern.
3. Interne Referenzauswahl (内部选编; nèibù xuǎnbiān) wird wöchentlich von der Nachrichtenagentur Xinhua bearbeitet und hat 30 bis 40 Seiten. Es liefert vertrauliche Informationen an Basis-Kader bis hinunter zur Ebene der Bezirks- und Gemeindeführer sowie an Beamte in der höheren Landeskreis- und Regimentsebene. Um die Mitte der 1990er Jahre erschienen nur noch sehr wenig echte vertrauliche Angelegenheiten darin und es wurde nicht mehr nach dem Lesen eingesammelt. Die Leserschaft wurde bis zum stellvertretenden Büroleiter erweitert.
4. Interne Lektüren (内部参阅; nèibù cānyuè) wird von der People's Daily bearbeitet. Interne Lektüren ist ein geheimes Nachrichtendokument, das politische Vorschläge und einige Umfrageberichte über sensible Themen, wie Korruption in der Regierung und Studien über die Probleme der Dorfregierungen enthält. Ab Mitte der 1990er Jahre hatten Kader auf der Büroebene der Vize-Direktoren die Erlaubnis die Interne Lektüren privat zu abonnieren.

Die Nachrichtenmonopole (Monopol) haben es der KPCh ermöglicht die Nachrichten zu filtern, obwohl dies schwieriger geworden ist, seit in den 1990er Jahren das Internet entstand. Die Sicherheit wurde schwächer und viele Einheiten sammeln nicht länger die Interne Referenzauswahl oder Interne Lektüren. Allerdings ist es Privatleuten nicht erlaubt geheime Materialien oder etwas geheimes zu haben und einige Leute wurden wegen dieses Vergehens bestraft (prosecuted). Der Umfang der Staatsgeheimnisse kann nach Belieben von der Partei erweitert werden. He Qinglian schreibt, dass in einigen Fällen ehemalige offene Materialien geheim geworden sind. Nach dem 4. Juni 1989, um das Image Chinas zu schützen, wurden viele Dokumente, die von der Propagandaabteilung der kommunistischen Partei herausgegeben worden waren, um die Medien anzuleiten, als streng geheim oder als geheime Ebenen eingestuft oder wurden mündlich weitergegeben.